# Bernard Zakrzewski

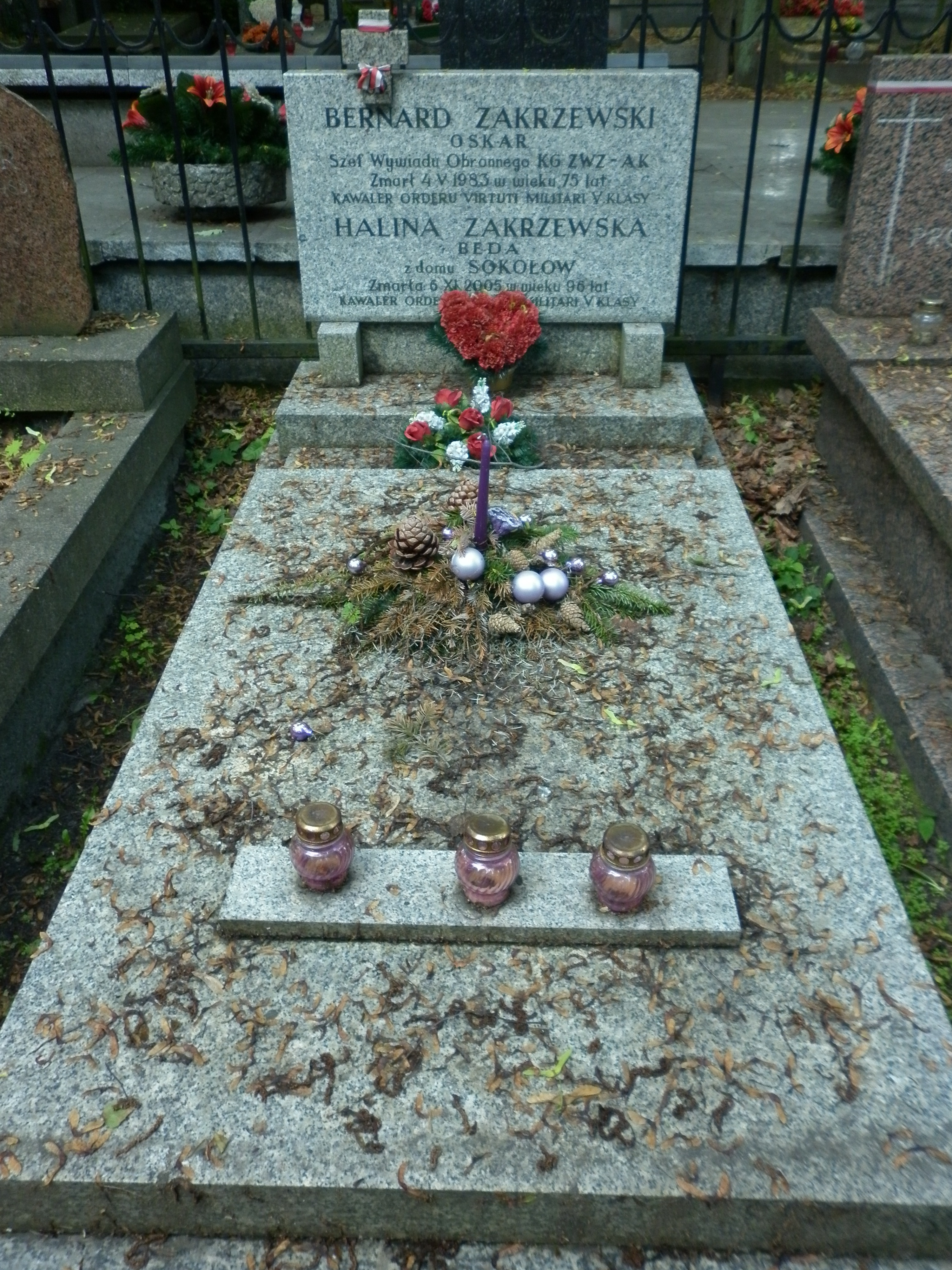
Grób Bernarda Zakrzewskiego na cmentarzu Wojskowym na Powązkach w Warszawie

Michał Bernard Zakrzewski, poprzednio Bernard Hieronim Krawiec, przybrane nazwisko Michał Zakrzewski, ps. „Hipolit”, „Oskar” (ur. 14 października 1907 w Granowcu, pow. Ostrów Wielkopolski, zm. 4 maja 1983 w Warszawie) – podpułkownik Armii Krajowej.

## Życiorys
Urodził się 14 października 1907 w rodzinie Józefa (nauczyciela) i Weroniki Lehmann, brat Feliksa. Uczył się od 1919 w państwowym gimnazjum im. Marii Magdaleny w Poznaniu, w którym otrzymał w maju 1927 świadectwo dojrzałości. Musiał od 1924 po śmierci ojca łączyć naukę z pracą zarobkową. Studiował na Wydziale Prawa Uniwersytetu Poznańskiego od 1927 i w październiku 1931 uzyskał dyplom. W Poznaniu odbył aplikację sądową i od lipca 1934 był asesorem oraz pełnił obowiązki podprokuratora Sądu Okręgowego w Gdyni. Od listopada 1936 był podprokuratorem Sądu Okręgowego w Pińsku. Mieszkał w czasie okupacji w Warszawie pod nazwiskiem Michał Zakrzewski przy ul. Okólnik 11. W Zarządzie Nieruchomości Zarządu Miejskiego był formalnie zatrudniony jako administrator.
W listopadzie 1939 był wciągnięty do konspiracji przez Marię Strońską i majora Wacława Berkę. Był początkowo referentem bezpieczeństwa (techniki konspiracyjnej) w Oddziale II KG Związku Walki Zbrojnej, a kiedy majora Mariana Włodarkiewicza aresztowano, został w kwietniu 1941 mianowany szefem Wydziału Bezpieczeństwa i Kontrwywiadu Oddziału II KG ZWZ-AK. Kierował aż do rozwiązania AK utworzonym wówczas pionem kontrwywiadu na szczeblu KG, który przy znacznym udziale Zakrzewskiego rozrósł się do szeroko rozbudowanego kilkusetosobowego aparatu. Używał pseudonimu „Oskar”, a od początku 1944 „Hipolit”. Rozkazem L.41/BP z 30 kwietnia 1942 awansowany na stopień porucznika czasu wojny. Wchodził w lipcu 1943 w skład utworzonego Konspiracyjnego Wojska Polskiego. Brał udział w odprawach KG AK, podczas których przedstawiał tzw. referaty bezpieczeństwowe. W grudniu 1943 po serii wsyp w Oddziale II KG otrzymał szerokie pełnomocnictwa decydowania we wszystkich sprawach związanych z bezpieczeństwem bez kontrasygnaty szefa Oddziału II KG.
Uczestniczył w powstaniu warszawskim. Rozkazem L. 498/BP z 2 października awansowany na stopień kapitana czasu wojny ze starszeństwem z dniem 30 września 1944. Opuścił Warszawę razem z ludnością cywilną po kapitulacji oddziałów powstańczych. W Ursusie był osadzony w obozie przejściowym, ale zbiegł z transportu do Rzeszy. Kontynuował działalność konspiracyjną w AK, a po jej rozwiązaniu działał od kwietnia do lipca 1945 w Delegaturze Sił Zbrojnych. W 1945 został mianowany podpułkownikiem.
Przeniósł się w sierpniu do Łodzi, gdzie zatrudniono go w Głównym Dziale Transportu „Społem”. W nocy z 23 na 24 stycznia 1946 został aresztowany, a po umorzeniu postępowania przez Naczelną Prokuraturę Wojskową został zwolniony z więzienia 4 lutego 1947, a w maju powrócił do pracy w „Społem” i wraz z tym przedsiębiorstwem przeniósł się do Warszawy. Został jednocześnie w grudniu wpisany na listę adwokatów. W Głównym Dziale Transportu „Społem”, które w 1948 przekształcono w Przedsiębiorstwo Spedycyjne Państwowo-Spółdzielcze „Spedytor” pracował jako kierownik działu planowania, później działu administracyjnego, aż wreszcie jako radca prawny. 28 stycznia 1949 został ponownie aresztowany i wyrokiem Sądu Wojewódzkiego dla miasta stołecznego Warszawy z 4 marca 1954 skazany na 15 lat więzienia, a w styczniu 1952 skreślony z listy adwokatów. Na mocy amnestii złagodzono mu karę w kwietniu 1956 do 8 lat więzienia, a 5 maja został zwolniony z więzienia i zrehabilitowany postanowieniem Sądu Najwyższego z 13 grudnia 1956. Rzecznik Głównej Komisji Arbitrażowej od stycznia 1957, a od sierpnia kierował zespołem arbitrów Okręgowej Komisji Arbitrażowej w Warszawie. Od lipca 1971 członek Głównej Komisji Arbitrażowej. Przeszedł na emeryturę w 1974. W 1979 członek Komitetu Honorowego Obchodów 35 rocznicy Powstania Warszawskiego. 
Był mężem Haliny z domu Sokołów (1909–2005). 
Zmarł 4 maja 1983 w Warszawie, pochowany na cmentarzu Wojskowym na Powązkach (kwatera B18-7-23).

## Ordery i odznaczenia
- Krzyż Srebrny Orderu Virtuti Militari (2 października 1944)
- Krzyż Walecznych (trzykrotnie: 22 września 1944 i 2 października 1944)
- Warszawski Krzyż Powstańczy[7]